# سید اشرف جهانگیر سمنانی

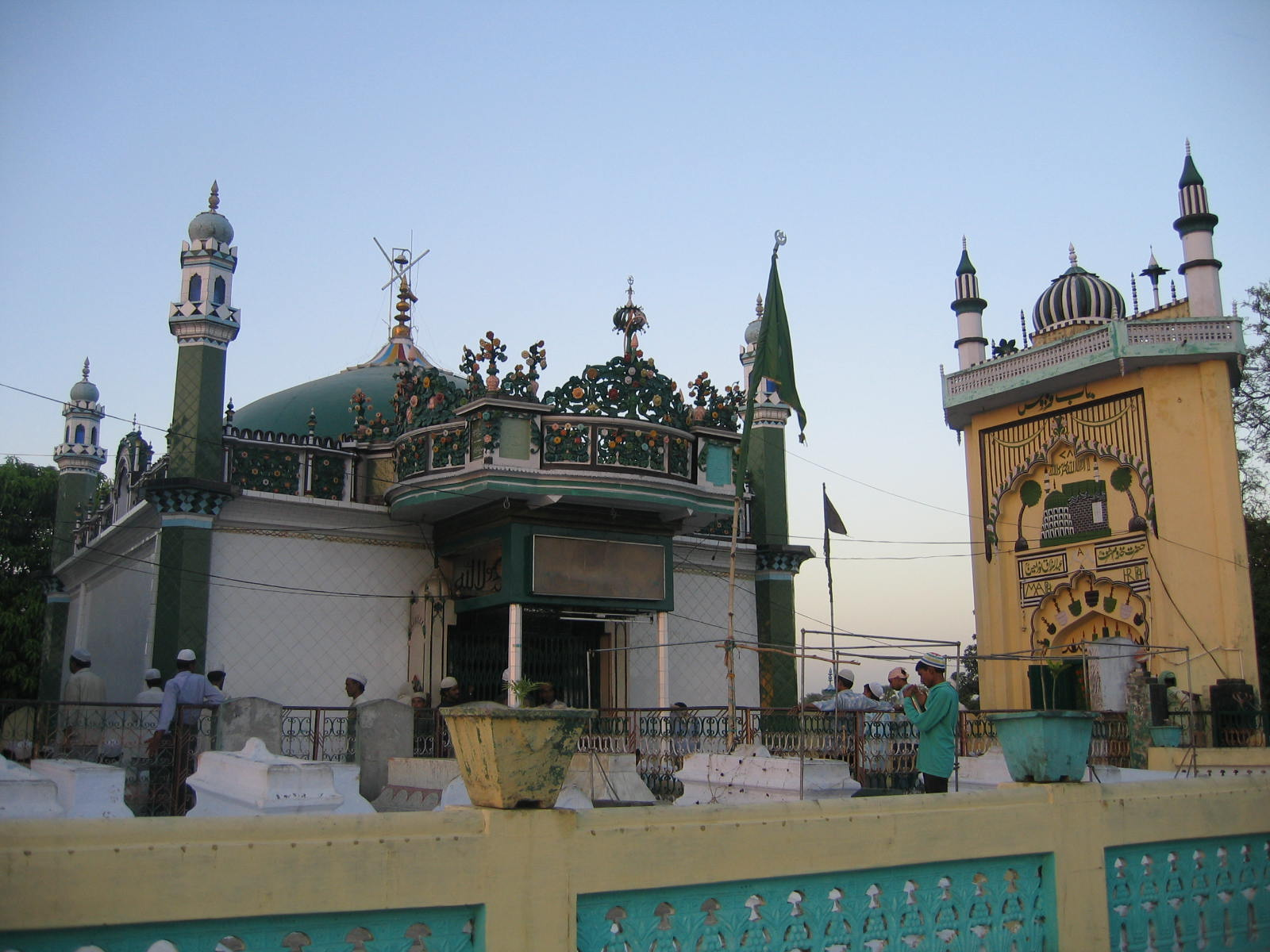
آرامگاه جهانگیر سمنانی

سید اشرف جهانگیر سمنانی (درگذشته ۸۰۸ ه‍. ق؛ به روایتی ۲۷ محرم سال ۸۰۰ ه‍.ق) از صوفیان و عرفای ایرانی نیمه دوم قرن هشتم و نهم هجری و از عرفای بزرگ شبه قاره هند بود که شهرت او به‌ویژه در هندوستان زیاد است. کتاب «لطایف اشرفی» او یکی از مهم‌ترین کتاب‌های متصوفه به‌شمار می‌رود. جهانگیر سمنانی بنیان‌گذار شاخهٔ اشرفیه از سلسلهٔ کبرویه است. همچنین در برخی منابع از وی با لقب مخدوم نیز یاد شده است.

## زندگی‌نامه
پدر محمد اشرف جهانگیر سمنانی، سلطان ابراهیم، حاکم سمنان بود و پس از درگذشتش، محمد اشرف جانشین وی شد. او در هفت سالگی، قرآن را به‌طور کامل حفظ بود.
وی در جوانی در سمنان نزد علاءالدوله سمنانی آموزش دید.
وی اندکی قبل از درگذشت شیخ علاءالدوله به همراه میر سید علی همدانی، سمنان را ترک کرد. او در سن ۲۳ سالگی به هندوستان رفت و در نزد شیخ علاءالدین بنگالی به شاگردی پرداخت.
جهانگیر سمنانی یک کبروی بود که پس از سکونت در کچهوچه (Kichawcha) در شرق سلطان‌نشین جوانپور  در هند، شاخهٔ اشرفیه از سلسلهٔ کبرویه را بنیاد نهاد.
وی در سال ۸۰۸ هجری قمری درگذشت. در برخی منابع تاریخ درگذشت وی ۸۲۹ هجری قمری مصادف با ۱۴۲۵ میلادی ذکر شده است.

## هم‌عصران
وی یکی از مریدان خاص مخدوم سیدجلال جهانیان جهانگشت بود.
بدیع‌الدّین قطب‌المَدار (معروف به شاه مدار، یکی از برجسته‌ترین مشایخ هند) در یکی از سفرهای زیارتی به مکه همسفر سمنانی بود.
سمنانی هنگام مسافرت خود به شیراز با حافظ دیدار کرد و هر دو با همدیگر راز و نیاز داشتند. در لطایف اشرفی که مجموعه سخنان سمنانی است، چندین جا از این ملاقات صحبت شده است.

## آثار
لطایف اشرفی او به دستیاری مریدش، نظام حاجی یمنی، گرد آورده شد.
همچنین از جهانگیر سمنانی ۷۵ نامه به جای مانده است که حاجی نام مهشور پسر و جانشین او در ۸۶۹ هجری آنها را گرد آورد که به‌نام «مکتوبات اشرفی» خوانده می‌شود. دیگر آثار او از این قرارند:
- بشارت المریدین (در تصوف)
- سلوت العاشقین
- سکینت المشتاقین